# 500 miles d'Indianapolis 1929
Les 500 miles d'Indianapolis 1929, courus sur l'Indianapolis Motor Speedway et organisés le jeudi 30 mai 1929, ont été remportés par le pilote américain Ray Keech sur une Miller (en).

## Grille de départ
| Ligne | Intérieur       | Centre             | Extérieur       |
| 1     | Cliff Woodbury  | Leon Duray         | Ralph Hepburn   |
| 2     | Babe Stapp      | Pete DePaolo       | Ray Keech       |
| 3     | Billy Arnold    | Louis Meyer        | Deacon Litz     |
| 4     | Russ Snowberger | Tony Gulotta (en)  | Bill Spence     |
| 5     | Lou Moore       | Louis Chiron       | Jules Moriceau  |
| 6     | Johnny Seymour  | Peter Kreis (en)   | Phil Shafer     |
| 7     | Bob McDonogh    | Ernie Triplett     | Freddy Winnai   |
| 8     | Fred Frame      | Jimmy Gleason (en) | Wesley Crawford |
| 9     | Carl Marchese   | Frank Farmer       | Herman Schurch  |
| 10    | Speed Gardner   | Frank Brisko       | Rick Decker     |
| 11    | Albert Karnatz  | Cliff Bergere      | Bill Lindau     |

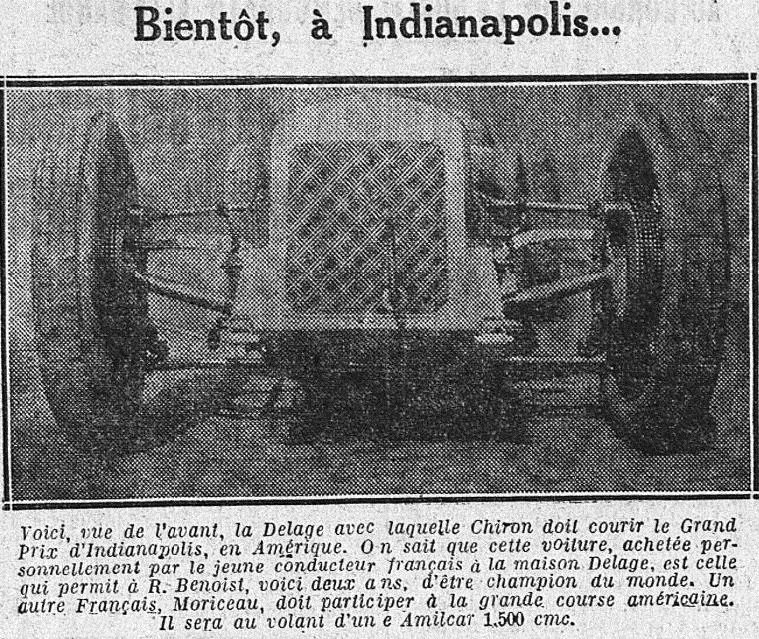
La Delage (ex-Benoist) de Louis Chiron, utilisée pour les 500 miles d'Indianapolis 1929.

La pole a été réalisée par Cliff Woodbury à la moyenne de 194,085 km/h.

## Classement final
| no | Pilote             | Voiture           | Tours | Temps/Abandon     |
| 1  | Ray Keech          | Miller            | 200   |                   |
| 2  | Louis Meyer        | Miller            | 200   |                   |
| 3  | Jimmy Gleason (en) | Duesenberg        | 200   |                   |
| 4  | Carl Marchese      | Miller            | 200   |                   |
| 5  | Freedy Winnai      | Duesenberg        | 200   |                   |
| 6  | Speed Gardner      | Miller            | 200   |                   |
| 7  | Louis Chiron       | Delage            | 200   |                   |
| 8  | Billy Arnold       | Miller            | 200   |                   |
| 9  | Cliff Bergere      | Miller            | 200   |                   |
| 10 | Fred Frame         | Cooper-Miller     | 193   |                   |
| 11 | Frank Brisco       | Miller            | 180   |                   |
| 12 | Phil Shafer        | Miller            | 150   |                   |
| 13 | Lou Moore          | Miller            | 198   | mécanique         |
| 14 | Frank Farmer       | Miller            | 140   | moteur            |
| 15 | Wesley Crawford    | Fengler-Miller    | 127   | carburateur       |
| 16 | Peter Kreis (en)   | Detroit-Miller    | 91    | moteur            |
| 17 | Tony Gulotta (en)  | Miller            | 91    | moteur            |
| 18 | Bob McDonogh       | Miller            | 74    | réservoir d'huile |
| 19 | Bill Lindau        | Miller            | 70    | moteur            |
| 20 | Herman Schurch     | Miller            | 70    | réservoir d'huile |
| 21 | Johnny Seymour     | Cooper-Miller     | 65    | mécanique         |
| 22 | Leon Duray         | Miller            | 65    | carburateur       |
| 23 | Rick Decker        | Miller            | 61    | moteur            |
| 24 | Deacon Litz        | Miller            | 56    | mécanique         |
| 25 | Albert Karnatz     | Miller            | 50    | fuite d'essence   |
| 26 | Ernie Triplett     | Duesenberg        | 48    | mécanique         |
| 27 | Russ Snowberger    | Cooper-Miller     | 45    | moteur            |
| 28 | Babe Stapp         | Duesenberg-Miller | 40    | mécanique         |
| 29 | Jules Moriceau     | Amilcar           | 30    | accident          |
| 30 | Pete DePaolo       | Miller            | 25    | direction         |
| 31 | Ralph Hepburn      | Miller            | 14    | transmission      |
| 32 | Bill Spence        | Duesenberg        | 14    | accident mortel   |
| 33 | Cliff Woodbury     | Miller            | 3     | accident          |

## Note
L'épreuve a été endeuillée par l'accident mortel de Bill Spence.

## Sources
- (en) Résultats complets sur le site officiel de l'Indy 500